# Корзички језик
Корзички језик је итало-далматински романски језик који се користи на острву Корзика (Француска) и на северу Сардиније (Италија). Корзички је дуго времена био колоквијални говор поред италијанског и званични језик на Корзици до 1859. након чега је италијански заменио француски језик, када је Француска преузела власт на Корзици од Ђенове 1768. Наредна два века, коришћење француског достигло је ту меру да су након Другог светског рата сви острвљани говорили француски. Процењено је да је до 1990. око 50% острвљана поседовало неко знање корзичког, док га је свега 10% користило као први језик.

## Порекло
Године 40. језик домородачког становништва није био ни романски, ни италски. Према римским извештајима, на острву је коришћен језик који је био непознат Римљанима. Јак римски утицај на острву, које је било римска колонија, трајао је до 469, када су Вандали заузели острво. 
Корзички језик је био под утицајем језика разних сила које су управљале острвом: Тоскана (828–1077), Пиза (1077–1282) и Ђенова (1282–1768), након чега је Француска преузела власт над Корзиком и прогласила француски језик за једини званични. Корзиканско дијалекатско подручје је јако шаролике.

## Дијалекти
Два најшире коришћена облика корзичког језика су супренацију – северни део острва, и сутанацију, који се говори на јужном делу острва. У главном граду Корзике – Ајачо се користи прелазни облик. 
Галурезе се користи на самом северу Сардиније, укључујући и регион Галура и архипелаг Ла Мадалена. Сасарески дијалект се користи у Сасари и околини на северозападу Сардиније. Постоје мишљења да су ови дијалекти заправо засебан језик.
Стандардни корзички језик заснован је на северним дијалектима, тј. на онима који су генетски најближи италијанском језику и који су дефинитивно тосканског порекла. Јужнокорзички дијалекти деле више заједничких иновација са најјужнијим италодалматским језицима попут сицилијанског, него са тосканским. Зато је исправније рећи да је корзички језик један кровни географски термин који обухвата све италодалматске језике Корзике, повезане дијалекатским континуумом, него генетски засебан језички ентитет.
Према закону из 1997. аутономни регион Сардинија гарантује једнаки легални статус корзичком са другим језицима на Сардинији.

## Примери речи
- — „вода (итал. l’acqua)
- — земља (итал. la terra)
- — човек (итал. l’uomo)
- — жена (итал. la donna)
- — дан
- — небо (итал. il cielo)
- — ноћ
- — болница (итал. ospedale)